# Pere Rosselló Blanch
Pere Rosselló y Blanch (Calonge, 4 de marzo de 1897- Ginebra, 25 de agosto de 1970) fue un pedagogo español, discípulo de Pierre Bovet y Édouard Claparède. Hijo predilecto de Calonge.

## Biografía

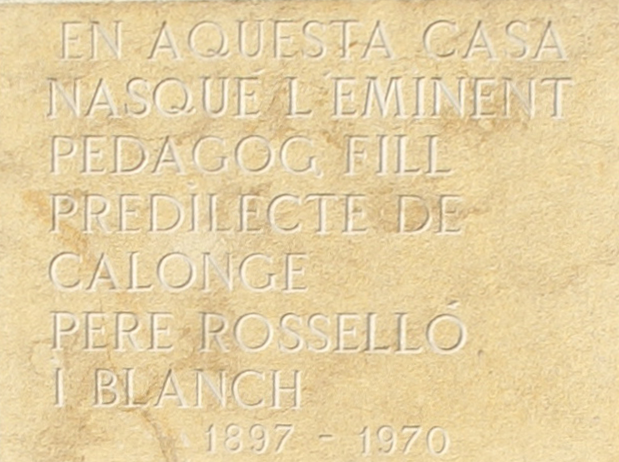
Piedra conmemorativa a su casa natal con el texto «En esta casa nació el eminente pedagogo hijo predilecto de Calonge Pere Rosselló y Blanch 1897-1970»

Pere Rosselló nació el 1897 en Calonge (Bajo Ampurdán). 
Obtuvo el diploma de maestro en la Escuela normal de Girona y después se especializó en la Escuela superior de Madrid (Castilla) el 1919. Fue doctorado en Lausana el 1934 con la tesis "Marc-Antoine Jullien, pére de la éducation comparée" (trad.: Marc-Antoine Jullien, padre de la pedagogía comparada).
Vivió en Suiza donde se hizo amigo de Jean Piaget al cual propuso aceptar el cargo de director del OIE o BIE el 1929. Juntos formaron un èquip que contribuyó al desarrollo mundial de esta organización, hasta el 1967 cuando en Piaget se retiró. 

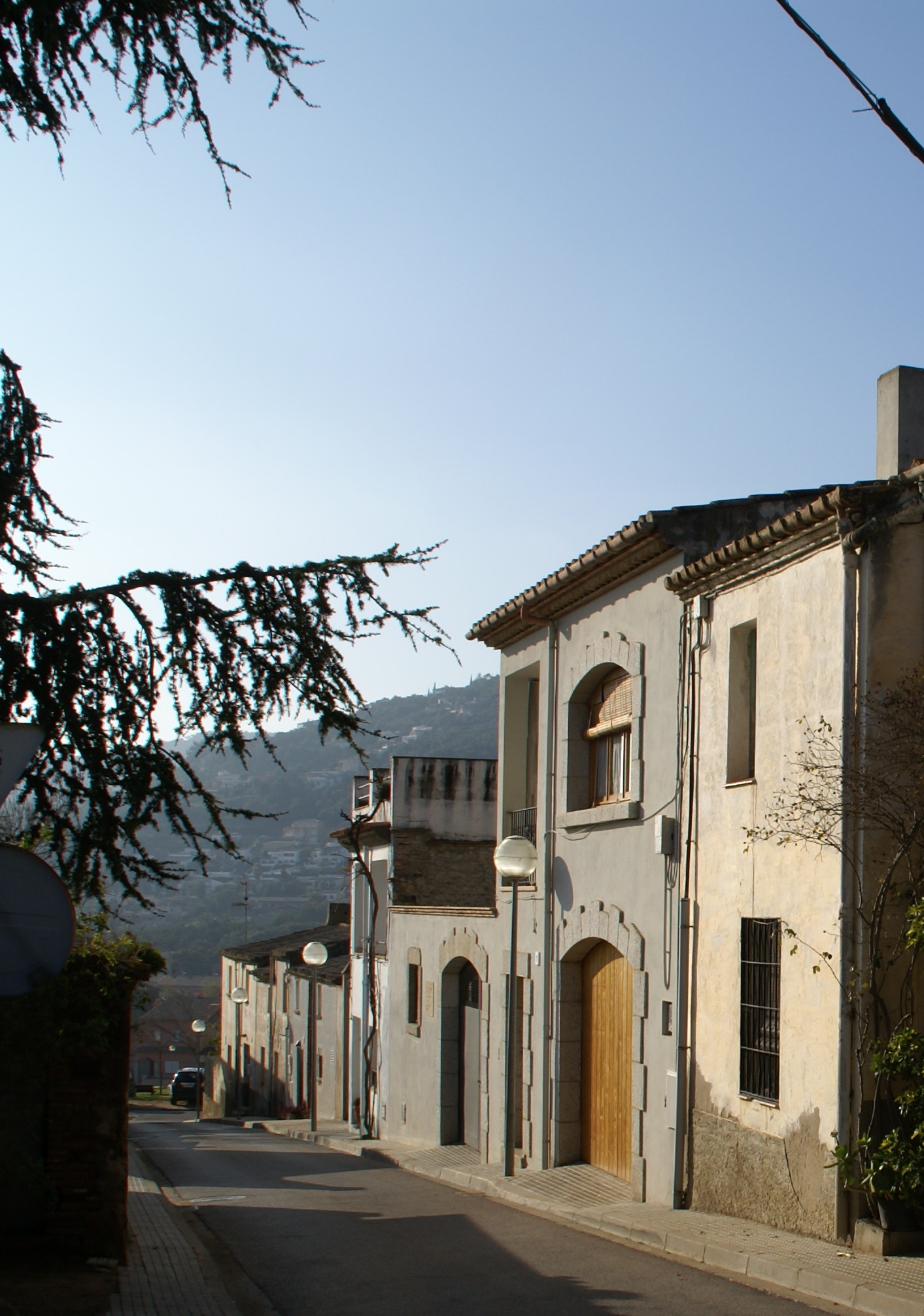
Casa natal de Pere Rosselló Blanch en Calonge

El 1928 dirigía el Instituto de Orientación Profesional de Madrid. De 1929 hasta su jubilación el 1969 fue el director adjunto de la Oficina internacional de educación en Ginebra.
El 1946 ocupó en Ginebra una cátedra de pedagogía comparada, la primera que se creaba en Europa. Entre otros cargos, fue secretario de la UNESCO. Murió en Ginebra el 1970.
Desde 1975 las escuelas de la villa se denominaron Pere Rosselló, en honor del pedagogo calongino.

## Anécdota
Una anécdota del maestro calongino era que siempre decía que Calonge era el único pueblo que tenía una calle dedicada a la educación. Esta calle recuperó el nombre por demanda del regidor de cultura, Carles Vilar y Massó, y ahora se conoce como calle de San Juan o de la Educación, donde casualmente hay la Biblioteca Municipal Pere Caner, que anteriormente era la escuela de la villa.